# Gare de Coutances
La gare de Coutances est une gare ferroviaire française de la ligne de Lison à Lamballe, située sur le territoire de la commune de Coutances, dans le département de la Manche, en région Normandie.
Elle est mise en service en 1878, par la Compagnie des chemins de fer de l'Ouest. C'est une gare de la Société nationale des chemins de fer français (SNCF), desservie par des trains TER Normandie effectuant principalement la liaison de Caen à Rennes.

## Situation ferroviaire
Établie à 49 mètres d'altitude, la gare de Coutances est située au point kilométrique (PK) 47,984 de la ligne de Lison à Lamballe entre les gares ouvertes de Saint-Lô et de Folligny. En amont s'intercalaient la halte de Cametours et les gares de Carantilly-Marigny et de Belval (fermées), en aval les gares fermées d'Orval - Hyenville, de Quettreville-sur-Sienne, de Cérences et de Hudimesnil.
C'était une gare de bifurcation, origine de la ligne de Coutances à Sottevast (déclassée), avant la gare de Saint-Sauveur-Lendelin (fermée).

## Histoire

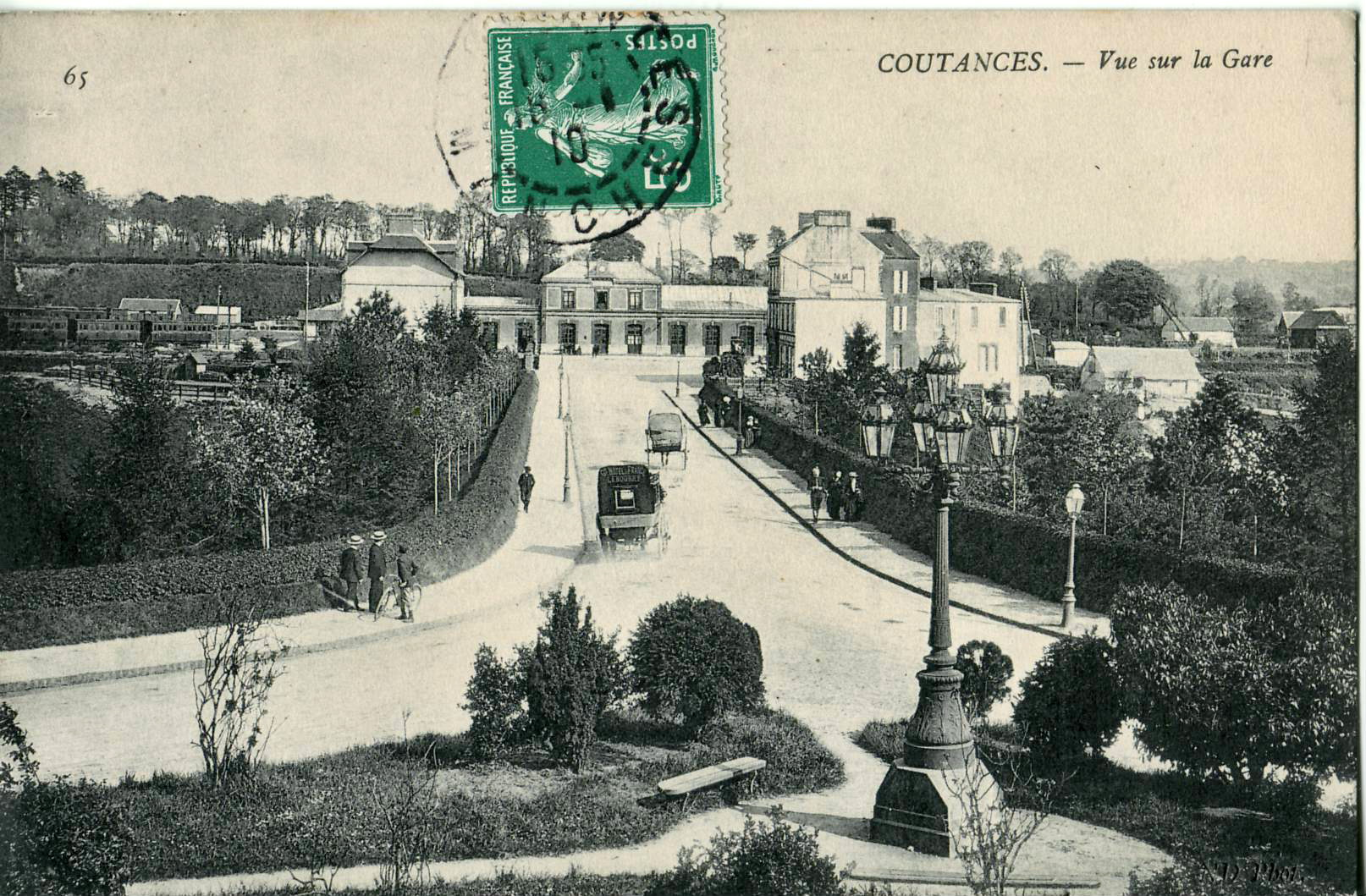
La première gare de Coutances, au début du XXe siècle.

La gare de Coutances est mise en service le 30 décembre 1878 par la Compagnie des chemins de fer de l'Ouest lors de l’ouverture des sections Saint-Lô - Coutances et Avranches - Dol-de-Bretagne de la ligne de Lison à Lamballe
Le bâtiment d'origine, édifié par les Chemins de fer de l'Ouest, était d'un type similaire à celui de la gare d'Avranches.
Le bâtiment voyageurs est reconstruit après les destructions de la Seconde Guerre mondiale. Il comprend un poste d'aiguillage. (À son extrémité nord). Il existe ou existait d'autres bâtiments dans l'enceinte de la gare : Dépôt de locomotives (détruit dans les années 1990), foyer des roulants et halle à marchandises.
L'ancienne gare ferroviaire des chemins de fer départementaux qui permettait de relier Coutances à Agon-Coutainville et Lessay, exploitée par la société des Chemins de fer de la Manche, inaugurée le 1er janvier 1909, a ensuite été utilisé comme gare routière. Située face à l'actuelle gare SNCF, elle a été démolie début 2009.

## Service des voyageurs

### Accueil
Gare SNCF, elle dispose d'un bâtiment voyageurs, avec guichet, ouvert tous les jours. Elle est équipée d'automates pour l'achat de titres de transport.

### Desserte
Coutances est desservie par les trains TER Normandie (relation de Caen à Rennes).

### Intermodalité
Un parc pour les vélos et un parking sont aménagés à ses abords. Un service de cars TER Normandie dessert la gare (relation de Granville à Lison). Les lignes 2 et 9 du réseau Manéo desservent la gare, ainsi que le transport urbain Cosibus.